# Paraphylax mirax
Paraphylax mirax är en stekelart som beskrevs av Ian D. Gauld 1984. Paraphylax mirax ingår i släktet Paraphylax och familjen brokparasitsteklar. Inga underarter finns listade i Catalogue of Life.